# سرزمین قبل از تاریخ ۱۱: حمله تاینی‌سوروس‌ها
سرزمین قبل از تاریخ ۱۱: حمله تاینی سوروس‌ها (انگلیسی: The Land Before Time XI: Invasion of the Tinysauruses) یک فیلم انیمیشن آمریکایی محصول سال ۲۰۰۵ در ژانر ماجراجویانه و فیلم موزیکال که در تاریخ ۱۱ ژانویه ۲۰۰۵ توسط منتشر شد.